# Oberpleichfeld
Oberpleichfeld là một đô thị tại huyện Würzburg bang Bayern, Đức.